# Lawines bij de Salangtunnel in 2010
De lawines bij Salang van 2010  waren een reeks van ten minste 36 lawines die de zuidelijke toegangsweg tot de Salangtunnel, ten noorden van Kabul, Afghanistan troffen op 8 februari en 9 februari 2010. De lawines bedolven 3 kilometer autoweg, doodden ten minste 172 mensen en blokkeerden meer dan 2000 mensen. De lawines werden veroorzaakt door een heftige storm in het Hindoekoesjgebergte in Afghanistan.

## Voorspel tot de ramp
Op 7 februari werden volgens de Afghaanse Rode Halve Maan 10 mensen gedood door lawines in de provincie Kandahar. De bestuurder, Najibullah Barith, klaagde over het ontbreken van lokale en nationale hulpgoederen.
Tevens werden tussen 4 februari en 8 februari 11 mensen gedood door lawines in de provincies Farah, Bamyan, Ghowr en Daikondi. In de rest van het land veroorzaakten stortvloeden en lawines op 8 februari 20 doden. De provinciale overheden werden opgeroepen door loya jirga op 8 februari om oplossingen te bespreken. De districten Shah Wali Kot en Shorandam waren het zwaarst getroffen.

## Lawines
Hevige wind en regenval veroorzaakten net voor de ramp ongeveer 17 lawines die minstens 3 kilometer autoweg bedolven bij de Salangtunnel waardoor duizenden mensen kwamen vast te zitten in de tunnel. Tevens werd een van de belangrijkste verbindingswegen naar Noord-Afghanistan afgesloten. In officiële verslagen van na de lawine werd vermeld dat minstens 64 mensen werden dood gewaand en dat er nog meer konden sterven. De Afghaanse minister van binnenlandse zaken, Mohammed Hanif Atmar, zei dat er minstens 2500 mensen vastzaten in de tunnel. Tevens werden er veel auto's van de berg geduwd en vele honderden auto's werden bedolven onder de sneeuw. Onder de overlevenden waren er vele gewonden.

## Reddingsoperatie
Het Afghaanse leger vormde de ruggengraat van de reddingsoperatie aangezien zij 500 soldaten, 2 helikopters en verscheidene sneeuwruimers, hoewel de NAVO International Security Assistance Force vier Chinookhelikopters stuurde, die gebruikt konden worden voor het droppen van medicijnen en voedselpakketten. De gewonden werden naar het Charikarziekenhuis gebracht. Diegenen die ernstiger verwondingen hadden opgelopen, werden wel naar het vliegveld van Bagranm gebracht, waar ze verzorgd werden door de artsen van de NAVO.
Doordat de systemen voor luchtverversing ontoereikend waren, ontstond er in de tunnel gevaar op koolstofmonoxidevergiftiging. Op 10 februari waren de meer dan 2500 mensen die vastzaten in de tunnel gered. Er werd gevreesd dat er meer mensen vastzaten in hun door sneeuw bedolven auto's.